# Precious Mustapha
Precious Mustapha (Hackney, 13 de abril de 1997) es una actriz inglesa. Es conocida por su papel principal como Aisha en la serie de Netflix Destino: La saga Winx.

## Biografía
Nació en Hackney, Londres y sus padres son oriundos de Nigeria. En 2018 se graduó de actuación en East 15 Acting School,que es parte de la Universidad de Essex. Comenzó su carrera artística en 2018 con un papel en la serie Endeavour, pero saltó a la fama en 2021 gracias al papel de Aisha en la serie Destino: La Saga Winx.

## Filmografía
| Año         | Título                | Papel         | Notas        |
| ----------- | --------------------- | ------------- | ------------ |
| 2019        | Endeavour             | Lucy Paroo    | 1 episodio   |
| 2020        | The Stranger          | Estudiante #1 | 1 episodio   |
| 2021 - 2022 | Destino: La saga Winx | Aisha         | 13 episodios |
| 2021        | Code 404              | Roxy Millikan | 3 episodios  |
| 2021        | The Power             | Marissa       | 5 episodios  |
| 2021        | Daddy's Girl          | Sade          | Cortometraje |